# Praktmalar
Praktmalar (Oecophoridae) är en familj av fjärilar. Enligt Catalogue of Life ingår praktmalar i överfamiljen Gelechioidea, ordningen fjärilar, klassen egentliga insekter, fylumet leddjur och riket djur, men enligt Dyntaxa är tillhörigheten istället ordningen fjärilar, klassen egentliga insekter, fylumet leddjur och riket djur. Enligt Catalogue of Life omfattar familjen Oecophoridae 7540 arter. 

## Bildgalleri

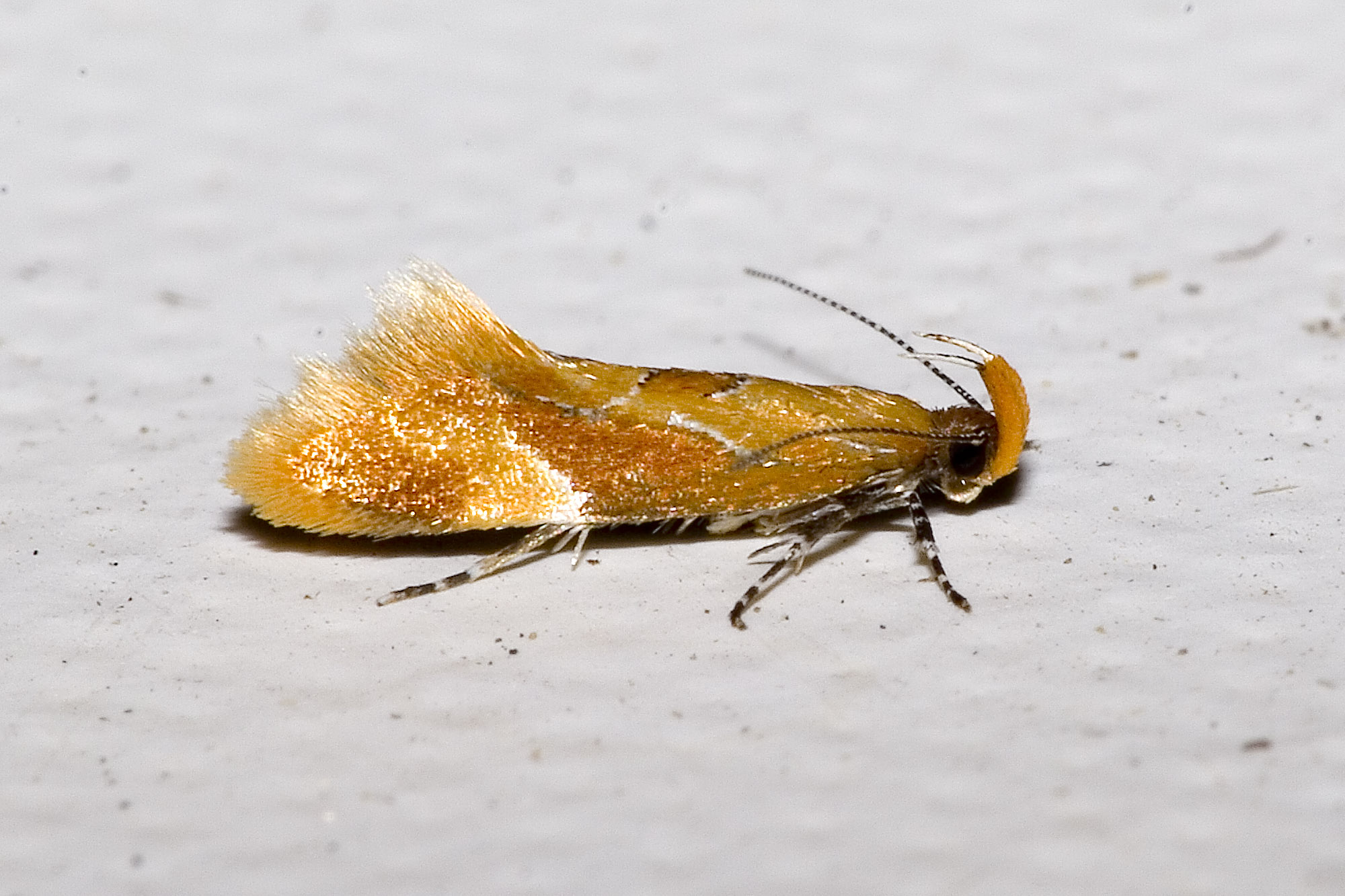
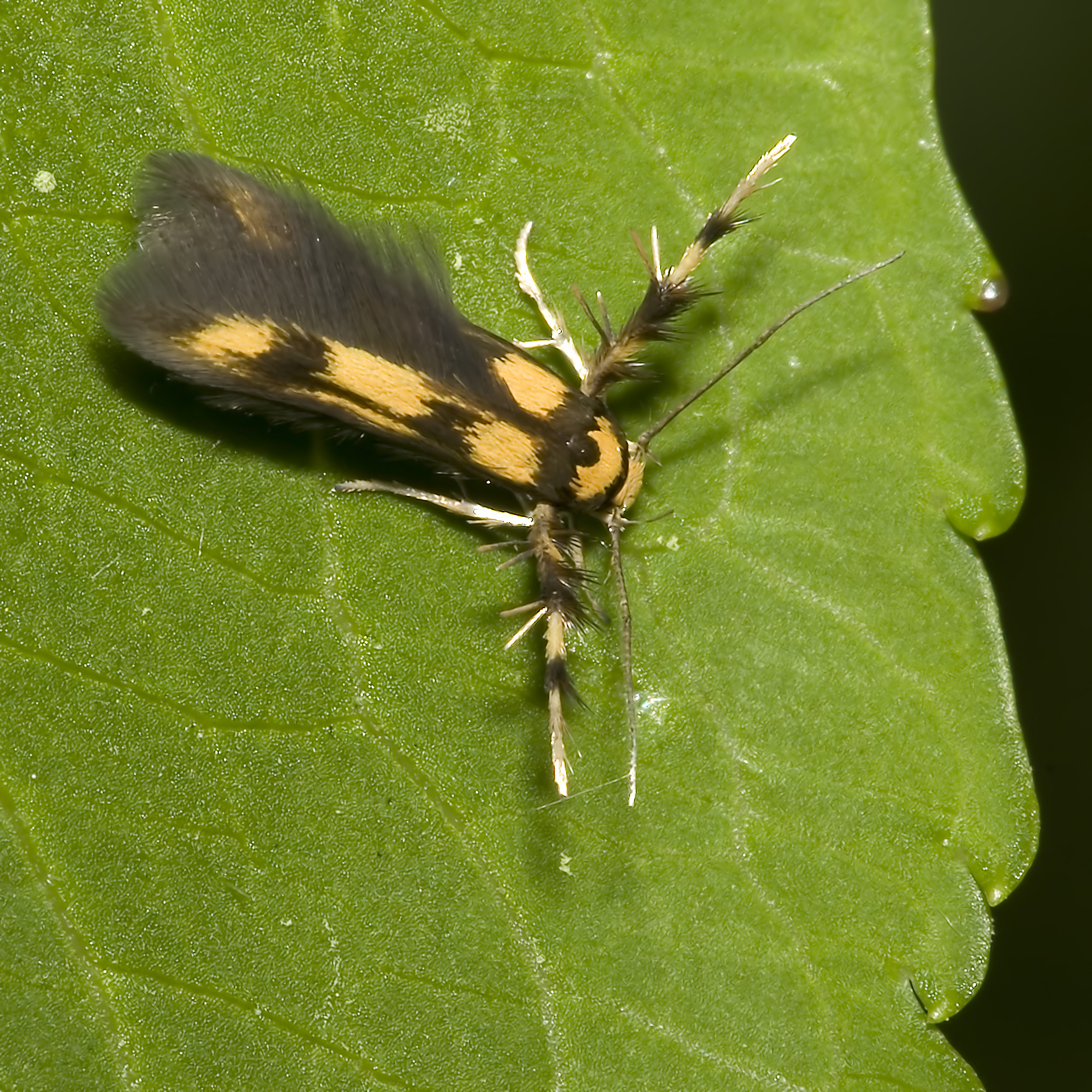
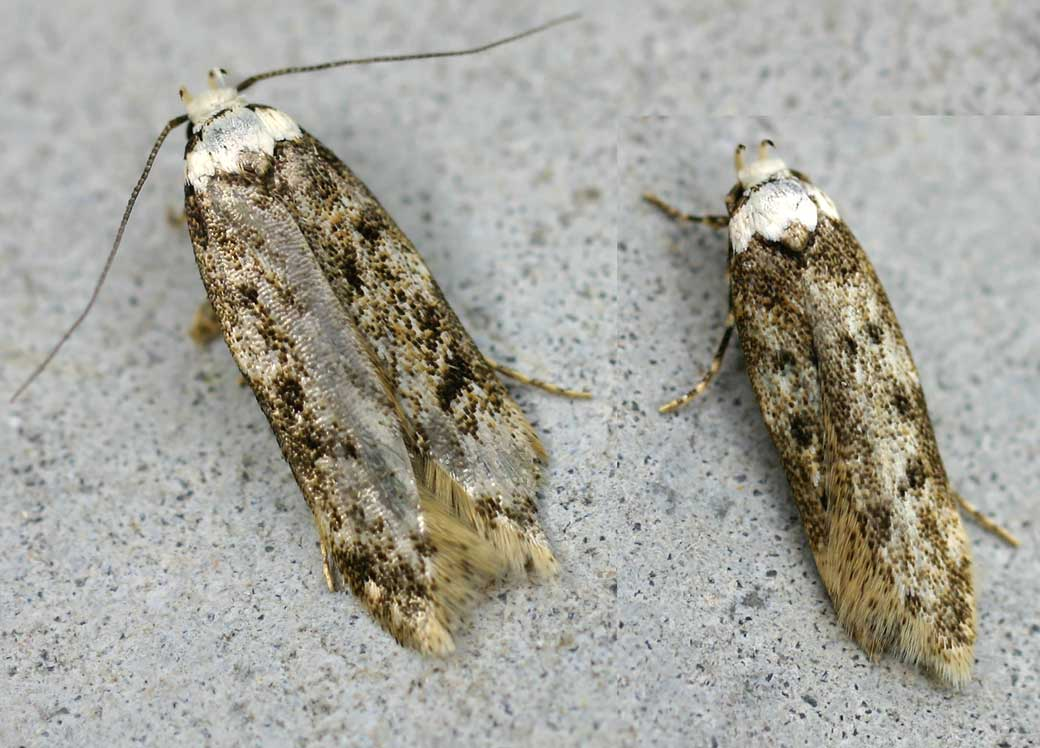
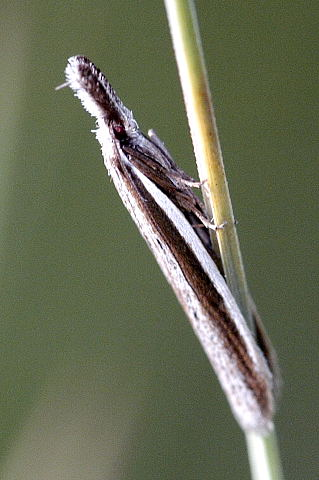
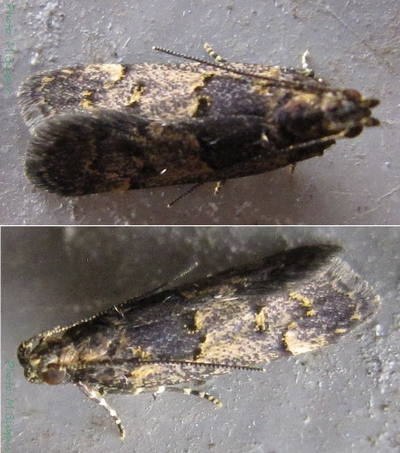
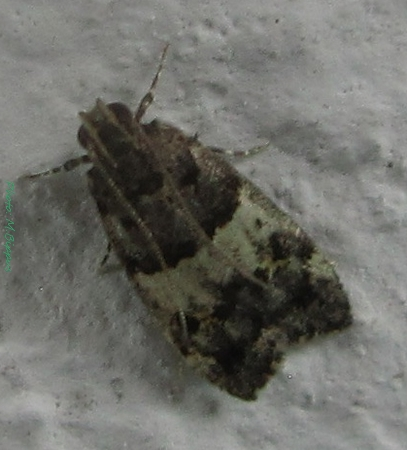

## Dottertaxa till praktmalar, i alfabetisk ordning[1][2]
- Abychodes
- Acartophila
- Acedesta
- Achyrostola
- Acompsogma
- Acorotricha
- Acraephnes
- Acria
- Acriotes
- Actenotis
- Aechmioides
- Aeolarcha
- Aeolernis
- Aeolocosma
- Aeoloscelis
- Afdera
- Aglaodes
- Agonopterix
- Agriocoma
- Agriophara
- Agrioplecta
- Agroecodes
- Aliciana
- Allodapica
- Allotropha
- Alomenarcha
- Altiura
- Alynda
- Amontes
- Amorbaea
- Amphipseustis
- Amphisbatis
- Anacathartis
- Anachastis
- Anacoemastis
- Anadasmus
- Analcodes
- Anapatris
- Ancharcha
- Anchinia
- Ancipita
- Ancistrodes
- Ancistroneura
- Ancylometis
- Aniuta
- Anoditica
- Anoecea
- Anomobela
- Anomozancla
- Antaeotricha
- Anthocoma
- Antiopala
- Antipterna
- Antisclerota
- Antoloea
- Aochleta
- Apachea
- Aplota
- Aproopta
- Arachnographa
- Araeostoma
- Archaereta
- Arctopoda
- Arctoscelis
- Areocosma
- Arignota
- Aristeis
- Arsirrhyncha
- Artiastis
- Ashinaga
- Aspasiodes
- Asthenica
- Astiarcha
- Astoxena
- Atelosticha
- Atha
- Atheropla
- Athrinacia
- Athrypsiastis
- Atomotricha
- Atopophrictis
- Atopotorna
- Atribasta
- Aulotropha
- Autosticha
- Auxotricha
- Baeonoma
- Barantola
- Barea
- Bassarodes
- Bathydoxa
- Batia
- Beforona
- Bibarrambla
- Bigotianella
- Bisigna
- Blacophanes
- Bleptochiton
- Borkhausenia
- Borkhausenites
- Boydia
- Brachybelistis
- Brachyzancla
- Briarostoma
- Brymblia
- Buvatina
- Caenorycta
- Calicotis
- Callicopris
- Callima
- Callimima
- Calliphractis
- Callithauma
- Callizyga
- Calypta
- Capnolocha
- Carcina
- Carolana
- Casmara
- Catanomistis
- Catarata
- Catoryctis
- Cecidolechia
- Celeophracta
- Cenarchis
- Ceranthes
- Cerconota
- Chalcocolona
- Chalcorectis
- Chambersia
- Chanystis
- Chariphylla
- Cheimophila
- Chereuta
- Chersadaula
- Chezala
- Chironeura
- Chlamydastis
- Choronoma
- Chrysonoma
- Cilicitis
- Citharodica
- Cladophantis
- Clepsigenes
- Clonitica
- Clymene
- Coelopoeta
- Coeranica
- Coesyra
- Colpoloma
- Colpomorpha
- Comotechna
- Compsistis
- Compsotorna
- Compsotropha
- Cophomantella
- Copidoris
- Copriodes
- Coptotelia
- Corethropalpa
- Coridomorpha
- Corita
- Cormotypa
- Corocosma
- Costoma
- Crassa
- Crepidosceles
- Crossophora
- Crossotocera
- Crypsicharis
- Cryptolechia
- Cryptopeges
- Cryptophasa
- Crystallogenes
- Cuprina
- Cyanocrates
- Cyphacma
- Cyphoryctis
- Dafa
- Dasycerca
- Decantha
- Deia
- Delonoma
- Delophanes
- Deloryctis
- Delosaphes
- Demiophila
- Denisia
- Depressaria
- Depressarites
- Despina
- Deuterogonia
- Diaphorodes
- Diastoma
- Dinotropa
- Diocosma
- Diploclasis
- Disselia
- Dita
- Diurnea
- Doina
- Doliotechna
- Dolophrosynella
- Donacostola
- Doshia
- Doxa
- Doxomeres
- Durrantia
- Dysgnorima
- Dysthreneta
- Eccoena
- Ecdrepta
- Echiomima
- Eclactistis
- Eclecta
- Ecnomolophos
- Ectaga
- Eido
- Elaphrerga
- Elaphromorpha
- Enchocrates
- Enchronista
- Encrasima
- Endrosis
- Energia
- Enteremna
- Eochrois
- Eomichla
- Eomystis
- Eonympha
- Epiborkhausenites
- Epicallima
- Epichostis
- Epicoenia
- Epicurica
- Epidiopteryx
- Epimecyntis
- Epiphractis
- Epipyrga
- Epithetica
- Epithymema
- Eporycta
- Eraina
- Eratophyes
- Eriogenes
- Erithyma
- Erotis
- Eschatura
- Esperia
- Euchersadaula
- Eucleodora
- Eucryphaea
- Eudaemoneura
- Eudrymopsis
- Euhylecoetes
- Eulachna
- Eulechria
- Eumiturga
- Eupetochira
- Euphiltra
- Eupragia
- Euprionocera
- Eupselia
- Euthictis
- Eutorna
- Euzelotica
- Exacristis
- Exaeretia
- Exarsia
- Exoditis
- Exosphrantis
- Fabiola
- Falculina
- Filinota
- Formokamaga
- Garrha
- Gemorodes
- Ghuryx
- Glesseumeyrickia
- Glycynympha
- Gnathotona
- Goidanichiana
- Gomphoscopa
- Gonada
- Goniobela
- Gonionota
- Goniorrhostis
- Gonioterma
- Guestia
- Gymnobathra
- Gymnoceros
- Gyrophylla
- Habrophylax
- Habroscopa
- Haereta
- Halimarmara
- Hamadera
- Hapalomorpha
- Hapaloteucha
- Haploscopa
- Harpella
- Hastamea
- Hednophora
- Heliocausta
- Heliosteres
- Heliostibes
- Hemibela
- Herbulotiana
- Heringiana
- Hermiona
- Hermogenes
- Heterobathra
- Heterochyta
- Heterodmeta
- Heterolecta
- Heteroptolis
- Heteroteucha
- Heterozyga
- Heureta
- Hexerites
- Hierodoris
- Hieromantis
- Himmacia
- Himotica
- Hippomacha
- Hodegia
- Hofmannophila
- Homoplastis
- Hoplomorpha
- Hoplostega
- Horridopalpus
- Hyalopseustis
- Hybocrossa
- Hypercallia
- Hyperoptica
- Hyperskeles
- Hypersymmoca
- Hypertropha
- Hypeuryntis
- Idiochroa
- Idiocrates
- Idioglossa
- Idiomictis
- Idiozancla
- Ifeda
- Inga
- Ioptera
- Iphimachaera
- Irenia
- Irepacma
- Ischnodoris
- Ischnomorpha
- Ischnoptera
- Isocrita
- Iulactis
- Izatha
- Joonggoora
- Lactistica
- Lamprystica
- Langastis
- Lasiochira
- Lasiodictis
- Lasiomactra
- Lathicrossa
- Latometus
- Leistomorpha
- Lelita
- Lepidechidna
- Lepidotarsa
- Leptobelistis
- Leptocopa
- Leptocroca
- Lesiandra
- Lethata
- Letogenes
- Leurobela
- Levipalpus
- Lichenaula
- Limothnes
- Linoclostis
- Liocnema
- Liparistis
- Loboptila
- Locheutis
- Lophobela
- Lophopepla
- Loxotoma
- Loxozyga
- Lucyna
- Luquetia
- Lygronoma
- Macarocosma
- Machaeritis
- Machetis
- Machimia
- Macrobela
- Macrophara
- Macrosaces
- Macrozygona
- Maesara
- Malacognostis
- Marisba
- Martyringa
- Mathildana
- Melochrysis
- Meloteles
- Menesta
- Menestomorpha
- Mermeristis
- Mesolecta
- Mesothyrsa
- Metalampra
- Metantithyra
- Metaphrastis
- Metathrinca
- Microlocha
- Microphidias
- Microsymmocites
- Mimodoxa
- Mimopictes
- Mimozela
- Minetia
- Minomona
- Mnarolitia
- Mocquerysiella
- Morphotica
- Mothonica
- Muna
- Mylocera
- Myrascia
- Mysaromima
- Mystacernis
- Nedenia
- Nematochares
- Neoborkhausenites
- Neospastis
- Neossiosynoeca
- Nephantis
- Niphorycta
- Nites
- Nothochalara
- Notosara
- Nymphostola
- Ochlogenes
- Octasphales
- Ocyphron
- Ocystola
- Odites
- Odonna
- Oecophora
- Oedematopoda
- Oenochroa
- Oenochrodes
- Olbonoma
- Opisina
- Opsigenes
- Opsitycha
- Oresitropha
- Orophia
- Orthiastis
- Orygocera
- Osmarina
- Oxycharis
- Oxycrates
- Oxypages
- Oxyscopa
- Oxythecta
- Oxytropha
- Pachnistis
- Pachybela
- Pachyphoenix
- Pachyrhabda
- Paepia
- Palaeodepressaria
- Palimmeces
- Palinorsa
- Pansepta
- Pantelamprus
- Paraborkhausenites
- Paraclada
- Paralecta
- Parapleuris
- Pararsia
- Parascaeas
- Parasophista
- Paraspastis
- Paratheta
- Parocystola
- Parodaea
- Pattalodes
- Pauronota
- Pedioxestis
- Peleopoda
- Pelocharella
- Peltosaris
- Periacma
- Periallactis
- Perilachna
- Periorycta
- Peritornenta
- Peritropha
- Perixestis
- Perzelia
- Petalanthes
- Petalostoma
- Petalothyrsa
- Petasanthes
- Phaeosaces
- Phanerolopha
- Phaulolechia
- Phelotropa
- Philametris
- Philarga
- Philarista
- Philetes
- Philobota
- Philomusaea
- Philtronoma
- Phloeocetis
- Phloeochroa
- Pholcobates
- Pholeutis
- Phracyps
- Phratriodes
- Phriconyma
- Phryganeutis
- Phylacteritis
- Phyllophanes
- Phylomictis
- Phytomimia
- Phytophlops
- Picrogenes
- Picrotechna
- Piloprepes
- Placocosma
- Plasmatica
- Platactis
- Platyphylla
- Plectophila
- Plesiosticha
- Pleurota
- Pleurotopsis
- Polix
- Polyeucta
- Polygiton
- Pomphocrita
- Porthmologa
- Potniarcha
- Prepalla
- Proceleustis
- Procometis
- Profilinota
- Progonica
- Promalactis
- Promenesta
- Proscedes
- Proteodes
- Prothamnodes
- Protobathra
- Protochanda
- Protomacha
- Protonostoma
- Protrachyntis
- Psaltica
- Psaltriodes
- Psarolitia
- Psephomeres
- Pseudaegeria
- Pseudepiphractis
- Pseuderotis
- Pseudocentris
- Pseudodoxia
- Pseudoecophora
- Pseudoprocometis
- Pseudoprotasis
- Pseudotheta
- Psilocorsis
- Psittacastis
- Psorosticha
- Ptilobola
- Ptochoryctis
- Ptochosaris
- Ptychothrix
- Ptyoptila
- Pycnotarsa
- Pyramidobela
- Pyrgoptila
- Pyricausta
- Pyrophractis
- Retha
- Revonda
- Rhindoma
- Rhodanassa
- Rhoecoceros
- Rhoecoptera
- Rhozale
- Ripeacma
- Saropla
- Satrapia
- Scalideutis
- Schiffermuelleria
- Scieropepla
- Scoliographa
- Scorpiopsis
- Scotodryas
- Secitis
- Selidoris
- Semioscopis
- Semnocosma
- Semnolocha
- Setiostoma
- Sipsa
- Snellenia
- Spaniacma
- Sphaerelictis
- Sphalerostola
- Sphenaspella
- Sphyrelata
- Stachyneura
- Stasixena
- Stathmopoda
- Stenoma
- Stereodytis
- Stereoptila
- Stereosticha
- Sthenozancla
- Stochastica
- Stoeberhinus
- Struthoscelis
- Symphorostola
- Synchalara
- Syndroma
- Syscalma
- Tachystola
- Talitha
- Tanyarches
- Tanychastis
- Tanyzancla
- Taoscelis
- Taragmarcha
- Taruda
- Teerahna
- Telanepsia
- Telechrysis
- Telecrates
- Teratopsis
- Teresita
- Terthrotica
- Tetraconta
- Thalamarchella
- Thalerotricha
- Thamnocrana
- Thamnosara
- Thaumatolita
- Theatrocopia
- Therapnis
- Thioscelis
- Thudaca
- Thyestarcha
- Thylacosceles
- Thylacosceloides
- Thymiatris
- Thyrocopa
- Thyromorpha
- Thysiarcha
- Tigava
- Timocratica
- Tinaegeria
- Tinearupa
- Tingena
- Tinoecophora
- Tisobarica
- Tonica
- Tortilia
- Tortricopsis
- Trachyntis
- Trachypepla
- Trachyxysta
- Trachyzancla
- Trichloma
- Trichomoeris
- Trigonophylla
- Trinaconeura
- Triptologa
- Trycherodes
- Trypherantis
- Tubuliferola
- Tyriograptis
- Tyriomorpha
- Tyrolimnas
- Tyromantis
- Ursina
- Utidana
- Utilia
- Uzucha
- Vanicela
- Wingia
- Woorda
- Wullaburra
- Xenomicta
- Xenophanta
- Xerocrates
- Xheroctys
- Xylesthes
- Xylodryadella
- Xylomimetes
- Xylorycta
- Ymeldia
- Zacorus
- Zaphanaula
- Zatrichodes
- Zauclophora
- Zelotechna
- Zemiocrita
- Zetesima
- Zonopetala
- Zygolopha
- Zymrina